# Albert Berger

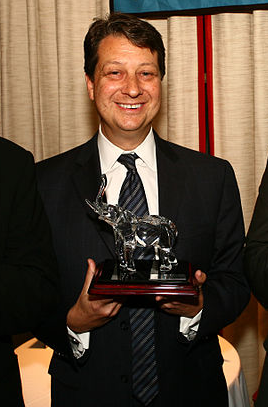
Berger em 2008

Albert Berger é um produtor cinematográfico americano. Como reconhecimento, foi nomeado ao Oscar 2014 na categoria de Melhor Filme por Nebraska.